# أغنوليس بيزا
أغنوليس بيزا
(بالإنجليزية: Agnellus of Pisa) أو كما يسمى المبارك بيزا، كان الراهب الإيطالي ومؤسس الرهبنة الفرنسيسكانية في انكلترا.
ولد 1195 بيزا،
توفي 7 مايو 1236
أكسفورد، إنجلترا
مترجم Agnellus of Pisa